# Manfred-Rommel-Preis
Der Manfred-Rommel-Preis des Deutsch-Türkischen Forums Stuttgart wird seit 2009 vom Kuratorium des Deutsch-Türkischen Forums Stuttgart (DTF) gestiftet.
Mit der Namensgebung würdigt das Deutsch-Türkische Forum die politische Lebensleistung und das hohe Ansehen seines Ehrenvorsitzenden Manfred Rommel (1928–2013) gerade auch bei der zugewanderten Bevölkerung in der Landeshauptstadt Stuttgart und in Baden-Württemberg. Der Preis wurde erstmals am 2. Oktober 2009 bei einem Festakt anlässlich des zehnjährigen Bestehens des DTF verliehen.

## Preiskategorien
Mit dem Manfred-Rommel-Preis zeichnet das DTF beispielgebende Projekte aus, durch die das gegenseitige Verständnis, die gute Nachbarschaft und die Zusammenarbeit von deutschen und türkischen Bürgern wesentlich gefördert werden. Auch Initiativen und Persönlichkeiten, die sich um die kulturelle, wirtschaftliche und staatsbürgerliche Integration von Zuwandererfamilien verdient gemacht haben, können geehrt werden. Der Preis ist mit insgesamt 3.000 Euro dotiert.

## Preisträger
- 2009: Edzard Reuter (Ehrenpreis), Mustafa Çetin Akçı, Yıldız Parlak und Nihal Orpac (Projekt „Älterwerden in der Fremde“ der AWO-Begegnungsstätte am Ostendplatz), Cahide Erinkurt (vielseitiges soziales Engagement, u. a. Türkischer Frauenverein Markgröningen)
- 2010: Muharrem Satır (Ehrenpreis), Ahmet Baydur (Baydur-Stiftung „Zukunfts-Musik“), Nazım Sabuncuoğlu, Hüseyin Temiz, Robert Wittmaier, Stephan Schelens und Deniz Dağ (Musikband Limanja)
- 2011: Sibylle Thelen (Ehrenpreis), Ehepaar Tülün und Berç Köşeyan (vielseitiges bürgerschaftliches Engagement), Gökay Sofuoğlu (Haus 49 im Stuttgarter Nordbahnhof, Türkische Gemeinde in Baden-Württemberg)
- 2013: Wolfgang Schuster (Ehrenpreis für vorbildhafte Integrationspolitik), Ehepaar Barbara Havlacı-Ludwig und Mehmet Havlacı (Bildungsprojekte für Migranteneltern), Orchester der Kulturen (Völkerverständigung und interkultureller Austausch durch Musik)
- 2015: Mitarbeiternetzwerk Daimler Türk-Treff (Ehrenpreis für beispielhafte Engagementkultur), Yeşim und Aykut Dalgıç (Völkerverständigung durch Folkloretänze), Kultur- und Sozialinitiative Stuttgart (kulturelles und gesellschaftliches Engagement)
- 2017: Mehmet Gürcan Daimagüler (Anwalt und Autor)
- 2019: Ingrid Walz (Politikerin), Jale Yoldaş (Kulturmanagerin), Gökçen Tamer-Uzun (Pädagogin), Förderverein Emin Eller e.V. Stuttgart
- 2021: Susanne Offenbach (Autorin und Moderatorin) und Ersin Uğursal (Mitgründer des Deutsch-Türkischen Forums und Architekt)[1]

## Jury
Die Jury des Manfred-Rommel-Preises besteht aus vier Kuratoren des DTF:
den beiden Vorsitzenden des Kuratoriums, Wolfgang Schuster und Süheyla İnce Demir, sowie den Kuratorinnen Sibylle Thelen und Sibel Yüksel.